# Hercostomus gracilior
Hercostomus gracilior är en tvåvingeart som beskrevs av Negrobov 1976. Hercostomus gracilior ingår i släktet Hercostomus och familjen styltflugor. Inga underarter finns listade i Catalogue of Life.